# Kádrový posudek
Kádrový posudek byla forma osobního hodnocení v době totalitního režimu v Československu v letech 1948–1989.
Na téměř každého občana existoval na pracovišti spis s údaji o jeho třídním původu, jeho názorech a ideologických postojích. Byla to postupně rostoucí složka s jednotlivými kádrovými posudky, které byly člověku během jeho života vystaveny. Kádrový posudek ve formě dopisu byl pořizován kádrovými pracovníky z osobních a kádrových nebo jiných podobně nazvaných oddělení, které měl povinně každý podnik, vojenský útvar či škola. Při ukončení pracovního poměru, vojenské služby nebo školy byl posudek posílán na nové pracoviště. Dotčená osoba s jeho obsahem obvykle seznamována nebyla.

## Obsah posudku a jeho vývoj v čase

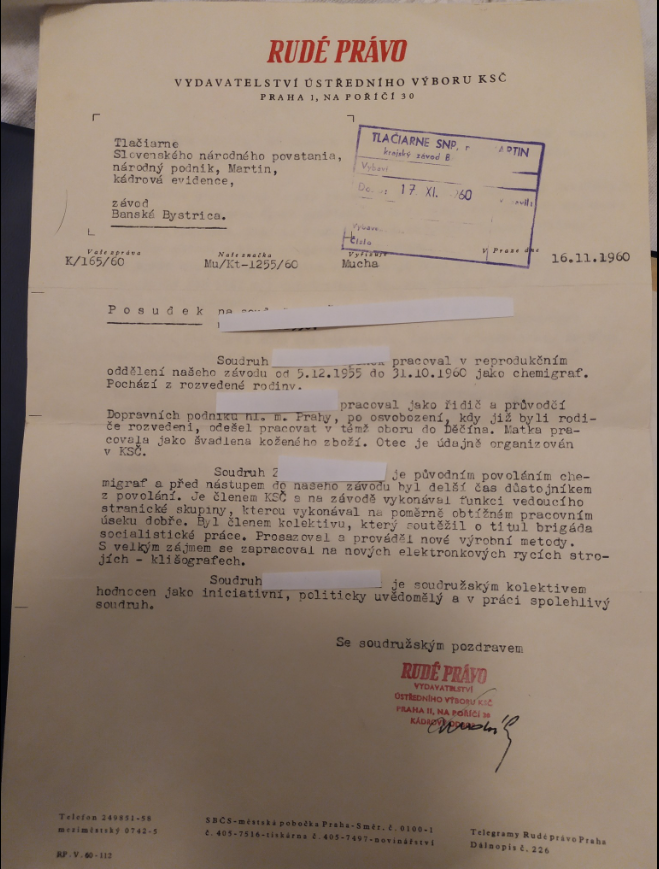
Tento kádrový posudek byl vydán 16. listopadu 1960.

Kádrové posudky jako jedna z forem represe proti lidem s nesprávným třídním původem byly zavedeny krátce po komunistickém převzetí moci v roce 1948. Cílem kádrových posudků bylo, aby osoby s nevhodným třídním původem (a samozřejmě jejich děti a příbuzní) byly identifikovány a aby jim byl zamezen přístup k moci (politické) a k ekonomickým zdrojům (k vlastnictví výrobních prostředků, ale i majetku osobního, k odborným či jinak odpovědným zaměstnáním). Špatný třídní původ měla řada lidí. Kulaci (tak byli nazývání nejen velkostatkáři a bývalá šlechta, ale i obyčejní statkáři a často i drobní samostatně hospodařící rolníci, odmítající vstup do JZD) byli hlavní nepřátelskou třídou na venkově. Ve městech pak představovali nepřátelskou třídu továrníci a živnostníci („buržousti“) či majitelé obchodů („šmelináři“). Těm všem se nová vládnoucí třída i prostřednictvím kádrových posudků mstila.
Špatné hodnocení v kádrovém posudku však mohl člověk získat nejen za původ, ale i za nevhodné názory. Postihováno špatným hodnocením bylo náboženské přesvědčení, záporný vztah k socialistickému (v padesátých letech se častěji říkalo komunistickému) zřízení, záporný vztah k Sovětskému svazu, ale i špatná pracovní morálka či nedodržování norem socialistické morálky (nevěry, rozvody, alkoholismus, to vše bylo probíráno a hodnoceno kolektivem na pracovišti a objevovalo se v kádrovém posudku).
Po okupaci sovětskou armádou v srpnu 1968 (oficiálně bratrská pomoc zemí Varšavské smlouvy) byl jedním z hlavních témat kádrového posudku postoj občana k této sovětské okupaci. Nesouhlas s tzv. „bratrskou pomocí“ představoval často konec kariéry. Následně, v době normalizace, byl význam třídního původu mírně upozaděn a hlavní důraz byl kladen na postoje hodnoceného, zejména k sovětské okupaci, k socialistickému zřízení. Hodnotila se také osobní politická angažovanost (členství a funkce v organizacích Národní fronty, účast na schůzích a neplacených brigádách) a postoje nejbližší rodiny. Součástí negativního hodnocení se stávala například také emigrace někoho z příbuzných (zejména po emigračních vlnách 1948 a 1968), případně udržování kontaktu s takovou v cizině žijící osobou.
Formalizovaná podoba kádrového posudku se v pozdějších letech normalizace nazývala „komplexní hodnocení“.